# Biserica „Înălțarea Domnului” din Șișcani
Biserica „Înălțarea Domnului” este o biserică amplasată în Șișcani, raionul Nisporeni, Republica Moldova. Este un monument arhitectural de importanță națională inclus în Registrul monumentelor Republicii Moldova ocrotite de stat cu nr. 923 (raionul Nisporeni). Datează din sec. XIX.